# Royal Rumble 2020
Royal Rumble (2020) was een professioneel worstel-pay-per-view (PPV) en WWE Network evenement dat georganiseerd werd door WWE voor hun Raw en SmackDown brands. Het was de 33ste editie van Royal Rumble en vond plaats op 26 januari 2020 in het Minute Maid Park in Houston, Texas. Het evenement werd bekend door de terugkeer van professioneel worstelaar Edge. Ook werd het evenement bekend door de terugkeer van MVP, die voor de laatste keer in 2010 verscheen bij WWE.

## Matches
| Nr. | Match | Winnaar(s)      | Opmerkingen                                                   | Bron  |
| --- | --- | --------------- | ------------------------------------------------------------- | ----- |
| 1p  | Sheamus vs. Shorty G                                                                                     | Sheamus         | Eén-op-één match.                                             | [ 4 ] |
| 2p  | Andrade (c) (met Zelina Vega) vs. Humberto Carrillo                                                      | Andrade         | Eén-op-één match voor het WWE U.S. Championship.              | [ 4 ] |
| 3   | Roman Reigns vs. King Corbin                                                                             | Roman Reigns    | Falls Count Anywhere match.                                   | [ 4 ] |
| 4   | 30-Women Royal Rumble match voor een vrouwlijkkampioenschapswedstrijd bij het evenement WrestleMania 36. | Charlotte Flair | Flair won door Shayna Baszler als laatste te elimineren.      | [ 4 ] |
| 5   | Bayley (c) vs. Lacey Evans                                                                               | Bayley          | Eén-op-één match voor het WWE SmackDown Women's Championship. | [ 4 ] |
| 6   | "The Fiend" Bray Wyatt (c) vs. Daniel Bryan                                                              | Bray Wyatt      | Strap match voor het WWE Universal Championship.              | [ 4 ] |
| 7   | Becky Lynch (c) vs. Asuka (met Kairi Sane)                                                               | Becky Lynch     | Eén-op-één match voor het WWE Raw Women's Championship.       | [ 4 ] |
| 8   | 30-Man Royal Rumble match voor een wereldkampioenschapswedstrijd bij het evenement WrestleMania 36.      | Drew McIntyre   | McIntyre won door Roman Reigns als laatste te elimineren.     | [ 4 ] |

### 30-Women's Royal Rumble match
| Nr. | Entree            | Brand      | Orde | Geëlimineerd door          | Eliminaties | Tijd  | Bron  |
| --- | ----------------- | ---------- | ---- | -------------------------- | ----------- | ----- | ----- |
| 1   | Alexa Bliss       | SmackDown  | 15   | Bianca Belair              | 3           | 26:34 | [ 5 ] |
| 2   | Bianca Belair     | NXT        | 16   | Charlotte Flair            | 7           | 33:20 | [ 5 ] |
| 3   | Mighty Molly      | Free agent | 3    | Bianca Belair              | 0           | 10:21 | [ 5 ] |
| 4   | Nikki Cross       | SmackDown  | 5    | Bianca Belair              | 0           | 15:08 | [ 5 ] |
| 5   | Lana              | Raw        | 1    | Liv Morgan                 | 0           | 02:29 | [ 5 ] |
| 6   | Mercedes Martinez | NXT        | 4    | Mandy Rose & Sonya Deville | 0           | 08:14 | [ 5 ] |
| 7   | Liv Morgan        | Raw        | 2    | Lana                       | 1           | 00:44 | [ 5 ] |
| 8   | Mandy Rose        | SmackDown  | 6    | Sonya Deville              | 1           | 08:49 | [ 5 ] |
| 9   | Candice LeRae     | NXT        | 8    | Bianca Belair              | 0           | 09:01 | [ 5 ] |
| 10  | Sonya Deville     | SmackDown  | 7    | Bianca Belair              | 2           | 05:31 | [ 5 ] |
| 11  | Kairi Sane        | Raw        | 9    | Alexa Bliss                | 0           | 05:22 | [ 5 ] |
| 12  | Mia Yim           | NXT        | 11   | Alexa Bliss                | 0           | 06:30 | [ 5 ] |
| 13  | Dana Brooke       | SmackDown  | 14   | Bianca Belair              | 0           | 05:26 | [ 5 ] |
| 14  | Tamina            | SmackDown  | 10   | Bianca Belair              | 0           | 00:39 | [ 5 ] |
| 15  | Dakota Kai        | NXT        | 12   | Chelsea Green              | 0           | 01:32 | [ 5 ] |
| 16  | Chelsea Green     | NXT        | 13   | Alexa Bliss                | 1           | 00:12 | [ 5 ] |
| 17  | Charlotte Flair   | Raw        | —    | Winnaar                    | 4           | 27:19 | [ 5 ] |
| 18  | Naomi             | Free agent | 26   | Shayna Baszler             | 0           | 22:01 | [ 5 ] |
| 19  | Beth Phoenix      | NXT        | 28   | Shayna Baszler             | 1           | 23:05 | [ 5 ] |
| 20  | Toni Storm        | NXT UK     | 25   | Shayna Baszler             | 0           | 18:40 | [ 5 ] |
| 21  | Kelly Kelly       | Free agent | 18   | Charlotte Flair            | 0           | 02:29 | [ 5 ] |
| 22  | Sarah Logan       | Raw        | 17   | Charlotte Flair            | 0           | 00:28 | [ 5 ] |
| 23  | Natalya           | Raw        | 27   | Beth Phoenix               | 0           | 14:43 | [ 5 ] |
| 24  | Xia Li            | NXT        | 20   | Shayna Baszler             | 0           | 10:49 | [ 5 ] |
| 25  | Zelina Vega       | Raw        | 22   | Shayna Baszler             | 0           | 09:31 | [ 5 ] |
| 26  | Shotzi Blackheart | NXT        | 23   | Shayna Baszler             | 0           | 07:57 | [ 5 ] |
| 27  | Carmella          | SmackDown  | 24   | Shayna Baszler             | 0           | 06:36 | [ 5 ] |
| 28  | Tegan Nox         | NXT        | 21   | Shayna Baszler             | 0           | 03:50 | [ 5 ] |
| 29  | Santina Marella   | Free agent | 19   | Elimineerde zichzelf.      | 0           | 01:01 | [ 5 ] |
| 30  | Shayna Baszler    | NXT        | 29   | Charlotte Flair            | 8           | 04:27 | [ 5 ] |

### 30-Man's Royal Rumble match
| Nr. | Entree                   | Brand      | Orde | Geëlimineerd door           | Eliminaties | Tijd  | Bron  |
| --- | ------------------------ | ---------- | ---- | --------------------------- | ----------- | ----- | ----- |
| 1   | Brock Lesnar             | Raw        | 14   | Drew McIntyre               | 13          | 26:24 | [ 6 ] |
| 2   | Elias                    | SmackDown  | 1    | Brock Lesnar                | 0           | 01:00 | [ 6 ] |
| 3   | Erick Rowan              | Raw        | 2    | Brock Lesnar                | 0           | 00:08 | [ 6 ] |
| 4   | Robert Roode             | SmackDown  | 3    | Brock Lesnar                | 0           | 00:41 | [ 6 ] |
| 5   | John Morrison            | SmackDown  | 4    | Brock Lesnar                | 0           | 00:09 | [ 6 ] |
| 6   | Kofi Kingston            | SmackDown  | 7    | Brock Lesnar                | 0           | 05:06 | [ 6 ] |
| 7   | Rey Mysterio             | Raw        | 5    | Brock Lesnar                | 0           | 02:54 | [ 6 ] |
| 8   | Big E                    | SmackDown  | 6    | Brock Lesnar                | 0           | 00:53 | [ 6 ] |
| 9   | Cesaro                   | SmackDown  | 8    | Brock Lesnar                | 0           | 00:18 | [ 6 ] |
| 10  | Shelton Benjamin         | Raw        | 9    | Brock Lesnar                | 0           | 00:37 | [ 6 ] |
| 11  | Shinsuke Nakamura        | SmackDown  | 10   | Brock Lesnar                | 0           | 00:20 | [ 6 ] |
| 12  | Montel Vontavious Porter | Free agent | 11   | Brock Lesnar                | 0           | 00:24 | [ 6 ] |
| 13  | Keith Lee                | NXT        | 12   | Brock Lesnar                | 1           | 03:32 | [ 6 ] |
| 14  | Braun Strowman           | SmackDown  | 13   | Brock Lesnar                | 1           | 01:50 | [ 6 ] |
| 15  | Ricochet                 | Raw        | 15   | Drew McIntyre               | 0           | 03:09 | [ 6 ] |
| 16  | Drew McIntyre            | Raw        | —    | Winnaar                     | 6           | 34:11 | [ 6 ] |
| 17  | The Miz                  | SmackDown  | 16   | Drew McIntyre               | 0           | 00:30 | [ 6 ] |
| 18  | AJ Styles                | Raw        | 17   | Edge                        | 0           | 07:49 | [ 6 ] |
| 19  | Dolph Ziggler            | SmackDown  | 22   | Roman Reigns                | 0           | 12:20 | [ 6 ] |
| 20  | Karl Anderson            | Raw        | 21   | Randy Orton                 | 0           | 09:46 | [ 6 ] |
| 21  | Edge                     | Free agent | 28   | Roman Reigns                | 3           | 23:43 | [ 6 ] |
| 22  | King Corbin              | SmackDown  | 19   | Drew McIntyre               | 1           | 04:06 | [ 6 ] |
| 23  | Matt Riddle              | NXT        | 18   | King Corbin                 | 0           | 00:41 | [ 6 ] |
| 24  | Luke Gallows             | Raw        | 20   | Edge                        | 0           | 02:00 | [ 6 ] |
| 25  | Randy Orton              | Raw        | 27   | Edge                        | 1           | 14:37 | [ 6 ] |
| 26  | Roman Reigns             | SmackDown  | 29   | Drew McIntyre               | 2           | 16:01 | [ 6 ] |
| 27  | Kevin Owens              | Raw        | 24   | Seth Rollins, Akam en Rezar | 0           | 06:59 | [ 6 ] |
| 28  | Aleister Black           | Raw        | 23   | Seth Rollins                | 0           | 05:06 | [ 6 ] |
| 29  | Samoa Joe                | Raw        | 25   | Seth Rollins                | 0           | 04:25 | [ 6 ] |
| 30  | Seth Rollins             | Raw        | 26   | Drew McIntyre               | 3           | 04:01 | [ 6 ] |